# 서문강
서문강(1949년~)은 대한민국의 목회자, 신학자, 저술가 그리고 번역가이다.
한국교회에 잘 알려진 마르틴 로이드 존스, 조오지 휫필드, 그리고 아더 핑크와 같은 경건서적과 청교도 번역서적이 거의 전무한 한국교회에 수많은 서적을 번역하여 한국교회의 청교도 연구를 위한 기반 조성에 크게 기여하였으며,  서울고려신학교 객원교수로 출강하는 동안 그의 청교도 강의에 영향을 받은 제자들 가운데는 신학자와 성경에 충실한 모범적인 목회자들이 한국교회에 분포되어 있다. 중심교회를 개척하여 현재는 원로목사이다. Global Reformed Seminary 객원교수 및  칼빈대학교와 계약신학대학원대학교에서 교수를 역임하였다.

## 학력
- 충남 금산고등학교 졸(1967년)
- 고려대 신문방송학과 졸(1971년)
- 총신대 신학연구원(현 신대원 전신) 졸(1976년)
- Reformed Theological Seminary 목회학 박사(D.Min)

## 목회 이력 및 경력
- 안암제일교회 부목사(1978-1987)
- 중심교회 담임목사(1987-2020)
- 중심교회 원로목사 및 중심교회 말씀선교사(Youtube 말씀 사역)
- 평양노회장 역임(2006.4 –2007.4)
- ‘한국 개혁주의 설교연구원(Korean Institute of Reformed Preaching)’

## 교수경력
- 서울고려신학교 객원교수
- 칼빈대학교 전임대우로 출강(1988년부터 현재까지)
- RTS Korean D.Min 논문지도교수(2008년부터 2011년까지)
- Global Reformed Seminary 객원교수(2013년부터 2022까지)
- 계약신학대학원 대학교 강사 및 초빙교수(2017년 3월부터 2020까지)

## 학위논문
- (2007년)‘강해설교의 회중반응과 그에 대한 목회적 대응:중심교회를 중심으로’CONGREGATIONAL RESPONSE TO EXPOSITORY PREACHING ANDITS PASTORAL COUNTERMEASURE : A CASE STUDY OF JOONGSHIM CHURCH

## 저서(著書))
- 「내가 다시 말하노니 기뻐하라」(빌립보서 강해)(1992. 서울 : 청교도신앙사)
- 「요한계시록 그 궁극적 승리의 보장」(요한계시록 강해)(2013. 청교도신앙사
- 「신앙의 초석」(2002. 서울 : 청교도신앙사)
- 「사도가 자랑하는 복음의 진수, 로마서 상, 하 」(2019. 서울 : 청교도신앙사)

### 小論文
- 「설교표절, 그 정죄의 기준은 무엇인가」(‘진리의 깃발’ <2001년 8월호>)
- ‘진리의 깃발’ 전문 번역위원으로 다수의 글 번역

## 譯 書 역서 - 전체  86 권
- 1976년 11월 Lloyd Jones 의 「로마서강해 1권」번역이후 번역서들
- Lloyd – Jones,   「로마서 강해 시리즈」 전 14권,
- 「에베소서 강해 시리즈」 전 8권 중 4권,
- 「목사와 설교(Preaching &Preachers)」,
- 「시대의 표적(Knowing the Times)」
- 「청교도 신앙 ; 그 기원과 계승(The Puritans : Their origin and Successors),
- 「인간 조건(Human Condition and Doctor Himself) 」,
- 「부흥(The Revival)」,
- 「믿음의 시련Faith on Trial」,
- 「인간의 곤경과 하나님의 능력(Flight of Man and Power of God)」,
- 「영원 전에 계획된 성도의 구원(Saved In Eternity)」,
- 「세상에서의 안전(Safe in The World) 」,
- 「매일의 묵상 First Book of Daily Readings」(엠마오 刊)(총 28 권).
- James I. Packer,  「하나님을 아는 지식(Knowing God)」
- John Calvin, 「욥과 하나님(God of Job)」,
- 「미가서 강해(Sermons on Micha) (총 2권)
- John Owen, 「영의 생각, 육신의 생각(Spiritual Mindedness)」,
- 「그리스도의 영광(The Glory of Christ)」,
- 「죄 죽이기(Mortification of Sin」,
- 「사망을 죽인 죽으심(The Death of Death)」 (총 4권).
- John Flavel,  「은혜의 방식(Method of Grace)」
- Thomas Boston,   「고통 속에 감추인 은혜의 경륜( Crook in the Lot )」
- George Whitefield,  「조지 휫필드 대표 설교 시리즈(Sermons on Important Subjects)」 전 5권 중 세 권( 총 세 권)
- William Law,    「경건한 삶을 위하여 (Serious Call to a Devout and Holy Life)」
- Phillips Brooks,   「필립스 부룩스의 설교학 특강(On Preaching)」
- William Sprague,  「참된 영적 부흥 (Lectures on Revival)」
- William G. T. Shedd,   「사망의 잠깨어 거듭나게 하는 말씀(Sermons to the Natural Man)」
- Friedrich Krummacher, 「고난 받는 그리스도 (Suffering Saviour)」
- Jonathan Edwards, 「신앙과 정서(The Religious Affections)」,
- 「고린도전서 13장, 사랑(Charity and Its Fruits)」,
- 「그리스도를 아는 지식(Knowing Christ)」(총 3 권)
- C. H. Spurgeon, 「예수님의 이적 비유 강해 시리즈(Parables and Miracles of Jesus) 」 전 10 권,

「하나님의 약속(The Promise of God」, 「스펄전 마태복음 설교(Sermons on Gospel of Matthew)」,
「스펄전 요한복음 설교 (Sermons on Gospel of John) 」 (총 13권)
- John Angell James,  「간절 목회(Earnest Ministry)」,
- 「구원을 열망하는 자들을 위하여(An Anxious Enquire) 」 (총 2권)
- Arthur W. Pink,  「다윗의 생애 시리즈(Life of David)」 전 3권,  「믿음의 깊은 샘 히브리서 시리즈 (An Exposition of Hebrews)」 전 6권,

「인간의 전적 타락(Total Depravity of Man)」 「바울의 기도 연구 (Gleanings from Paul)」 (총 11 권)
- J. Montgomery Boice, 「요한복음 강해 시리즈(The Gospel of John) 전 5권 (총 5권)
- Iain H. Murray,  「로이드 존스의 초기 40년 David Martyn Lloyd - Jones : The first Forty Years
- F. F. Bruce,  「요한복음 주석(An Exposition of John's Gospel)」
- John Bengel, 「병겔의 요한복음 주석(Bengel's New Testament Commentary)」,

「로마서 주석(Bengel's New Testament Commentary)」 (총 2권)
- Leon Morris,  「빌립보서 주석(New International Commentary : Philippians) 」
- F. C. Grosheide, 「고린도전서주석 (New International Commentary : 1 Corinthians)」
- Charles Bridges, 「말씀 사모하여 헐떡이는 사람(An Exposition of Psalm 119)」

## 같이 보기
- 마틴 로이드 존스
- 한국복음주의신학회
- 한국의 신학자 목록
- 개혁신학자
- 청교도
- 하승무
- 신정욱
- 김준범